# دشتويية (مقاطعة فهرج)
دشتويية (بالفارسية: دشتوییه) هي قرية تقع في البلدة المركزية في إيران. يقدر عدد سكانها بـ 1220 نسمة بحسب إحصاء 2016.